# SouthernLINC Wireless
Southern Linc es un operador regional de iDEN que proporciona cobertura en áreas surorientales de los Estados Unidos incluyendo Misisipi suroriental, toda Alabama, toda Georgia y una parte de Florida. Han reconocido a la compañía por su funcionamiento robusto durante tiempos difíciles incluyendo el huracán Katrina, en donde SouthernLINC se había recuperado al 100% la disponibilidad del sistema en un plazo de 72 horas desde que había tocado tierra.
Southern Linc es también una red iDEN de Motorola con una base amplia de distribuidores autorizados y es una subsidiaria de la Southern Company. Otros subsidiarios de Southern Company incluyen: Alabama Energy, Georgia Energy, Mississippi Energy, Gulf Energy, y Meridional Nuclear (entre otros).